# Фізичні науки
Фізичні науки — термін, який зрідка використовується для позначення тієї частини природничих наук, які не вивчають живу природу. До них належить фізика, як наука про загальні властивості руху, та хімія, як наука про будову речовини, а також такі науки як астрономія та геологія, що вивчають конкретні системи. До фізичних наук належить також велика кількість міждисциплінарних наук: матеріалознавство, геофізика тощо.
Фізичні науки — наукова основа техніки.
УДК терміна «фізичні науки» не використовує. Як і будь-які інші класифікації наук, поділ на фізичні науки та науки про живу природу доволі умовний. Деякі розділи фізики й хімії, такі як біофізика та біохімія присвячені вивченню біологічних об'єктів. Фізичні та хімічні методи широко використовуються в медицині.
Журнал «Успехи физических наук» проголошує своєю метою публікацію оглядових статей із фізики та суміжних областей.